# Begonia mariannensis
Begonia mariannensis là một loài thực vật có hoa trong họ Thu hải đường. Loài này được Wassh. & McClellan mô tả khoa học đầu tiên năm 1995.